# Souviens-Toi III
Souviens-Toi III (né le 21 avril 1984, mort le 28 décembre 2014) est un étalon de robe bai zain du stud-book Selle français, né en Normandie. Connu pour sa force et sa grande taille, il est monté en saut d'obstacles par Roger-Yves Bost, avec qui il décroche une médaille d'argent par équipes aux Jeux équestres mondiaux de 1994.

## Histoire
Il naît le 21 avril 1984 à l'élevage de Michel Aubril, à Yvetot-Bocage en Normandie, dans la Manche.
Il est vendu à 18 mois, initialement pour devenir cheval de dressage. Le marchand de chevaux Alfred Lefèvre le récupère, mais le juge difficile à vendre en raison de son physique de grand poulain dégingandé. Récupéré par Claude Lambert pour devenir cheval de saut d'obstacles, il n'est guère plus remarqué, ce dernier le décrivant comme « désagréable à voir et à voir sauter. Une grosse tête, pas d'encolure, un regard vide. Un vrai cerf. Personne n'en voulait ». Ce dernier l'achète pour 50 000 francs. 
Souviens-Toi III accède avec succès au championnat de France des chevaux d'obstacle de 4 ans durant la Grande semaine de Fontainebleau, puis termine à la 7e place du championnat des 5 ans, en franchissant les obstacles avec une énorme marge. Le cavalier Roger-Yves Bost repère ce jeune étalon et demande à Claude Lambert de le lui confier, mais c'est Hervé Godignon qui le récupère. Souviens-Toi III passe son année de 6 ans aux écuries de Godignon dans les Yvelines, mais Claude Lambert le confie à Philippe Rozier, puis à Nelson Pessoa, durant son année de 7 ans.
Peu monté, le jeune étalon ne se livre pas et fait des refus d'obstacles. Bost re-demande à le monter à Claude Lambert, ce qui lui est accordé, Souviens-Toi III arrivant dans ses écuries de Barbizon.
Le couple est sélectionné pour les Jeux olympiques d'Atlanta en 1996, mais Claude Lambert exige dans un premier temps une indemnité de 500 000 francs pour que son cheval participe aux Jeux olympiques. Un accord est finalement trouvé avec la Fédération française d'équitation.
Souviens-Toi III meurt le 28 décembre 2014,.

## Description
Souviens-Toi III est un étalon de robe baie de très grande taille, puisqu'il toise 1,80 m. Sa robe est zain, ne comptant aucun poil blanc.
Les journalistes de Libération Renaud Rahard et Marion Scali le comparent au boxeur Mike Tyson : « Un physique spectaculaire sur le terrain et un ours dans le civil. Moche au repos, homérique en action, violent avec ses partenaires par trouille bleue. Une force extravagante, une inquiétude de paranoïaque [...] Une tête de violon sur une belle sortie d'encolure, un regard tourné vers sa colère intérieure ». Pierre Durand le décrit comme « une force de la nature », ombrageux et fougueux, avec une très forte personnalité.
Il est réputé pour mal supporter la chaleur.

## Palmarès
Il est 6e lors des Jeux équestres mondiaux de 1994 à La Haye, avec une médaille d'argent par équipes, puis 4e par équipes aux Jeux olympiques d'été de 1996 à Atlanta.

## Origines
Souviens-Toi III est un fils de la jument normande Hue Cocotte, et d'un étalon national issu du haras du Pin, Livarot.